# Frédéric Fonjallaz
Frédéric Fonjallaz (* 16. Juli 1802 in Cully; † 19. Oktober 1858 ebenda) war ein Schweizer Politiker und Richter. Von 1854 bis 1857 gehörte er dem Nationalrat an.

## Biografie
Der Sohn eines Bezirksgerichtspräsidenten studierte Recht an der Akademie Lausanne und erbte ansehnlichen Grundbesitz. Von 1832 bis 1834 war Fonjallaz als Staatsanwalt tätig, von 1842 bis 1845 als Richter am Bezirksgericht des Bezirks Lavaux. Ausserdem war er Ersatzrichter am Strafgerichtshof des zweiten Jurisdiktionsbezirks des Kantons Waadt. Als Oberstleutnant kommandierte er den dritten Militärkreis.
Fonjallaz stand den Freisinnigen nahe und wurde 1837 in den Waadtländer Grossen Rat gewählt, dem er bis 1851 angehörte. 1850 amtierte er als Syndic (Gemeindepräsident) von Cully. Er kandidierte bei den Nationalratswahlen 1854 und wurde im Wahlkreis Waadt-Ost gewählt. Drei Jahre später verzichtete er auf die Wiederwahl.